# ハインリヒ・ヘルツ
ハインリヒ・ルドルフ・ヘルツ（Heinrich Rudolf Hertz, 1857年2月22日 - 1894年1月1日）は、ドイツの物理学者。マックスウェルの電磁気理論をさらに明確化し発展させた。1888年に電磁波の放射の存在を、それを生成・検出する機械の構築によって初めて実証した。

## 生涯

### 前半生
ドイツのハンブルクで、裕福な文化的階級の家に生まれた。父は弁護士としてハンブルクの顧問を歴任し、後に政治家となった。母は医者の娘だった。3歳年下の弟と妹がいた。
ヨハネウム学院に入ると、アラビア語とサンスクリット語の語学と同じように、科学への適性も見せた。ドイツのドレスデン、ミュンヘン、ベルリン市で科学と工学を学んだ。キルヒホフとヘルムホルツの指導学生として、1880年にベルリン大学にて博士号を取得。その後もヘルムホルツの下に研究生として残った。
1883年、キール大学の理論物理の講師となった。1885年には、カールスルーエ工科大学の教授となり、そこで電磁波を発見した。

### 気象学
1878年の夏、ミュンヘン工科大学にいたころの指導教官が気象学者の ヴィルヘルム・フォン・ベゾルト であり、そのころから気象学にも深い興味を抱いていた。しかし、ベルリンでヘルムホルツの助手をしていたころにいくつか論文を書いた程度で、気象学の業績は多くない。例えば、液体の蒸発についての研究、新たな湿度計の考案、湿潤な大気が断熱的に変化したときの特性をグラフを使って判定する方法などの論文がある。

### 接触力学

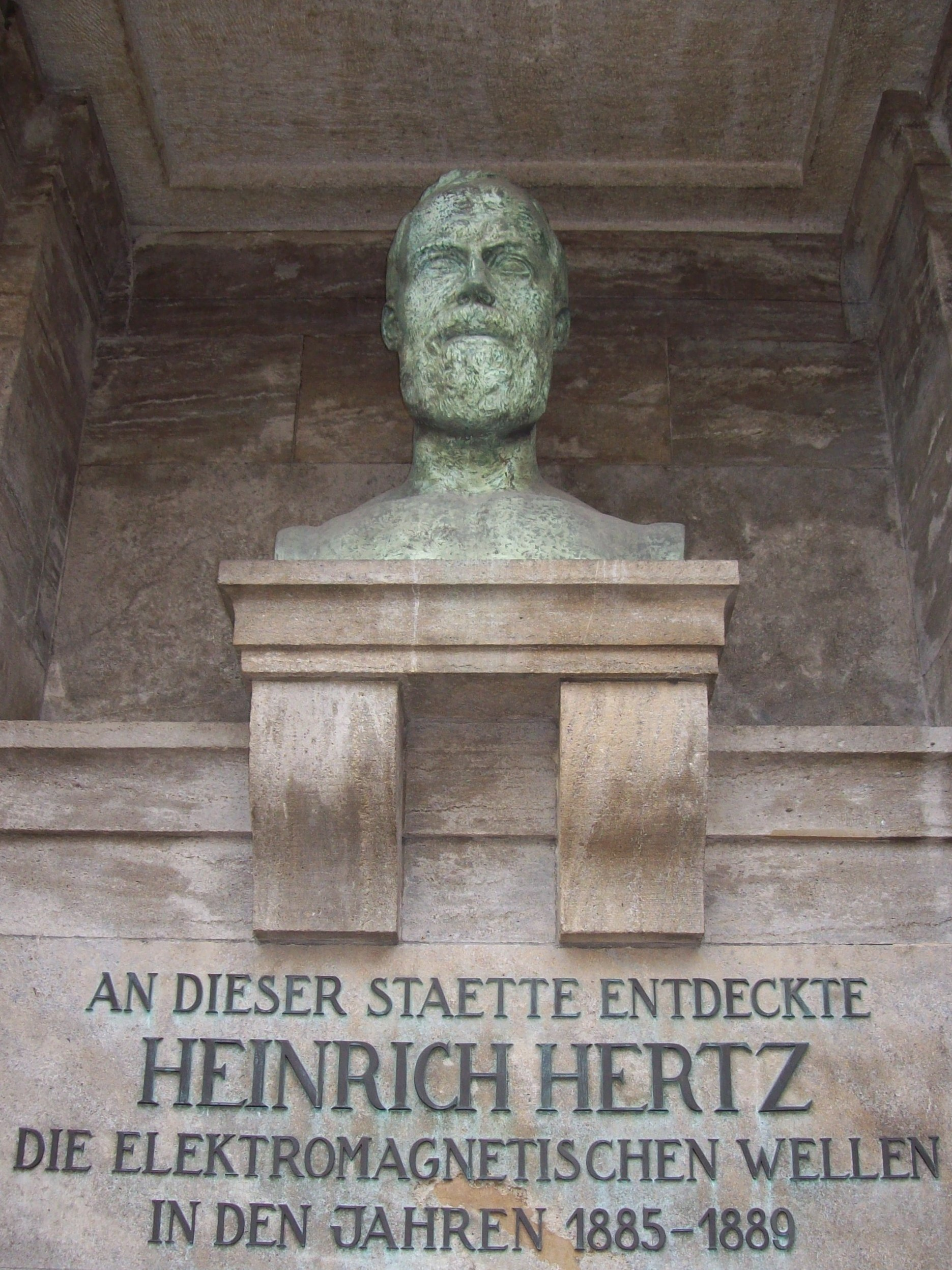
カールスルーエ大学のキャンパスにあるハインリヒ・ヘルツの胸像

1886年から1889年の間にヘルツは後に接触力学と呼ばれるようになる分野の論文を2編発表している。接触の基本的性質に関する論文の多くは、このヘルツの2つの論文を参照・引用している。ジョゼフ・ヴァランタン・ブシネスクがヘルツの論文について重要な考察を発表し、そこから接触力学が発展していった。ヘルツの論文は、2つの線対称な物体を接触させ荷重をかけたときの振る舞いを古典的な弾性体および連続体の力学で解いたものである。ヘルツは2つの固体が接触したときの凝着力を全く無視するという間違いを犯しており、実際に高い弾性を仮定した場合には凝着力が無視できないことが後に判明した。しかし、当時は実験によって凝着力を調べる方法も確立されていなかったため、無視したとしても当然だった。ヘルツはガラスの球とレンズを接触させ、ニュートン環を観察するという実験を行った。

### 電磁気の研究
1881年に行われたマイケルソンの実験（1887年のマイケルソン・モーレーの実験の前身）でエーテルの存在が否定されたのをうけて、ヘルツは電磁波の伝播をする機構を見つけるためにマクスウェルの方程式の再計算を行った。1886年、ヘルツは接地されない端子群から成る「ヘルツアンテナ」受信装置を開発している。また、極超短波送信用のダイポールアンテナも開発した。それらのアンテナは理論的観点から言えば最も単純な実用的アンテナである。
1887年、電磁波の発信と受信の実験を行い、アナーレン・デア・フィジーク という学術誌に発表した。発信装置は誘導コイルとアンテナを組み合わせたもので、受信装置はスパークギャップのあるコイルであり、電磁波を受信すると火花放電が観測できる。火花をより観察しやすいように、ヘルツは暗くした箱の中に装置を置いた。すると、箱の中では火花を観測できる発信装置と受信装置の最大距離が短くなることを発見した。また、発信装置と受信装置の間にガラス板を置くと、紫外線が吸収され、やはり火花を観測できる距離が短くなったことから、紫外線が電子を補助していると考えた。さらに紫外線を吸収しない石英ガラスでは距離が短くならないことも発見した。

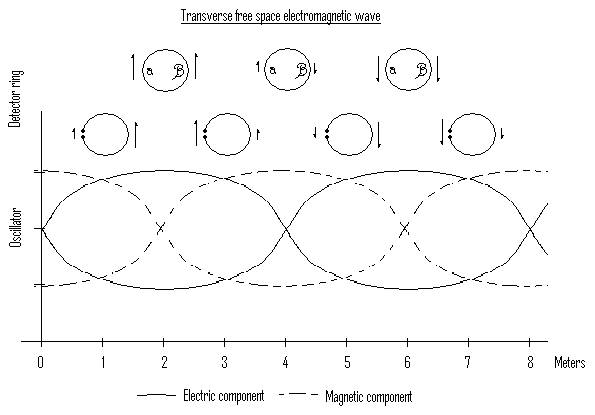
1887年の実験の理論的結果

ヘルツは数カ月間実験を繰り返し、その結果をまとめた。この実験を通して、マクスウェルとファラデーが予言した通り、電磁波が空間を伝播することが証明され、無線の発明の基礎となった。ただし彼はそれ以上この現象を研究することはなく、観察された現象についていかなる解釈も提示していない。
ヘルツの実験装置では、送信装置から12メートルの位置に亜鉛の反射板を置いて、定常波を形成していた。電磁波の波長は約4メートルである。その間の様々な位置に受信装置をおいて、振幅や波動の方向を観測した。そして、電磁波の速度は光速に等しいという結果を得た。電場強度や極性も測定している。
また同じ1887年、ヘルツは紫外線の照射により帯電した物体は電荷を容易に失うという光電効果（後にアインシュタインによって説明された）を発見した。これは、電磁波をより強く発信する方法を探していて、紫外線を発信装置に当てると電磁波が強くなることを見出したのが発端である。
ヘルツは様々な媒体での波動の伝播から、波面伝播形状の一種ヘルツコーンを発見した。ヘルツはまた、電磁波が様々な物体を透過し、物質によっては反射されることを発見した。
ヘルツは自分の実験の実用的価値を理解していなかった。彼は次のように述べている。
「それは何の役にも立っていない……単にマックスウェル先生が正しかったことを証明しただけの実験だ。我々の肉眼では見えない不思議な電磁波は確かに存在する。しかし、単に存在するだけだ」
その発見の今後について聞かれると、ヘルツは次のように答えている。
「たぶん、何もない」
彼の発見の理論付けは後世の者が行い、それが無線通信時代をもたらした。
1892年、ヘルツは陰極線が極めて薄い金属箔（アルミニウム箔など）を透過することができることを実験で示した。ヘルツの教え子だったフィリップ・レーナルトはその研究をさらに推し進め、様々な素材での透過性を調べた。

### 死去
1892年、激しい偏頭痛から感染症と診断されたヘルツは、何度か手術を受けたが、1894年にボンで、多発血管炎性肉芽腫症（ウェゲナー肉芽腫症）のため死去した。遺体はハンブルクのユダヤ人墓地に埋葬された。
妻エリザベートは再婚しなかった。1930年代になってアドルフ・ヒトラーが台頭してくると、エリザベートは2人の娘と共にイングランドに移住した。1960年代になって チャールズ・サスキンド(Charles Susskind)が娘の1人にインタビューし、ハインリヒ・ヘルツの伝記を執筆した。ヘルツの2人の娘はどちらも生涯独身を貫いたため、ヘルツの直系子孫はいない。

## 評価

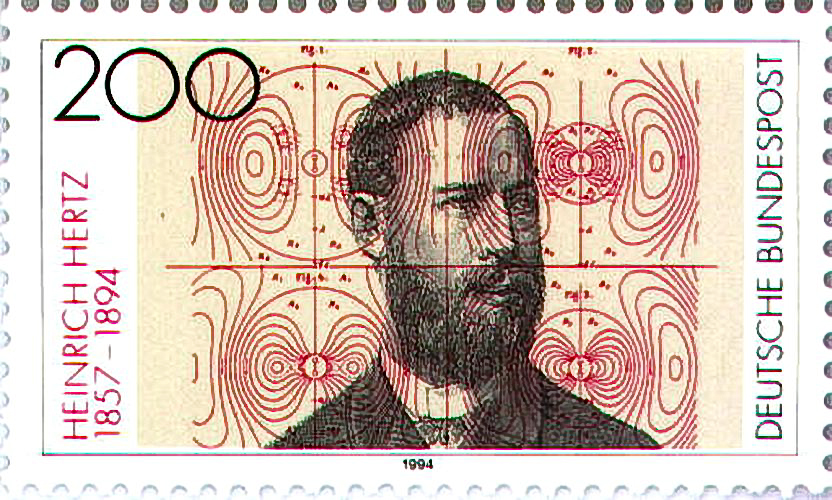
ドイツの切手に描かれたヘルツ

甥であるグスタフ・ヘルツは1925年にノーベル物理学賞を受賞、その息子であるC.ヘルツは医療用超音波検査を発明した。
1930年、ヘルツの名前は周波数を示すSI単位であるヘルツに採用された。
1969年、東ドイツでハインリヒ・ヘルツ記念賞が設けられた。1987年にはIEEEがハインリヒ・ヘルツ・メダルを創設した。
月にはヘルツの名を冠したクレーターがある（裏側にある）。ハンブルクにはハインリヒ・ヘルツ塔と名付けられた電波塔がある。
電波の入門書で見ることがある通商産業省が作成した『電波の樹』はマックスウェル、ファラデー、アンペールが根とされ、ヘルツが幹の役割を担う形で100年に亘る電波利用の歴史が図として描かれている。

### ナチによる修正論
ヘルツ自身は自分をユダヤ人だとは思っていなかったが、ナチは彼をユダヤ人の家系だとし、ハンブルク市庁舎に掲げられていたヘルツの肖像画を撤去した。ヘルツ本人はルター派だったが、父方は確かにユダヤ教であり、ヘルツの父が結婚に際してキリスト教に改宗したという事実がある。なお、その肖像画は後に再び一般に公開されるようになった。

## 参考文献

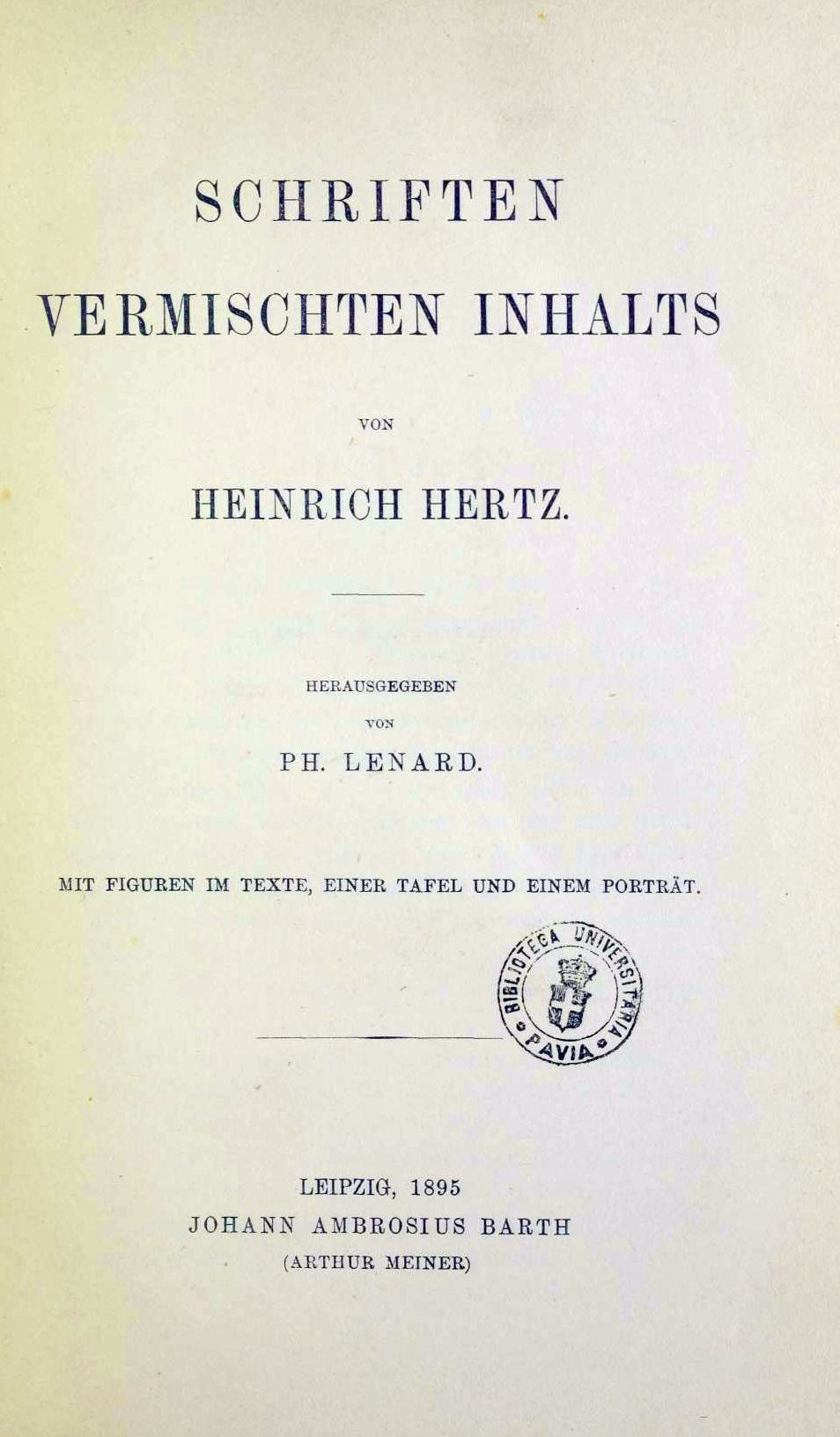
Schriften vermischten Inhalts, 1895

### 関連文献
- Appleyard, Rollo. (1930). Pioneers of Electrical Communication". London: Macmillan and Company. [reprinted by Ayer Company Publishers, Manchester, New Hampshire: ISBN 0836-90156-8; ISBN 978-0-836-90156-6 (cloth)]
- Baird, Davis, R.I.G. Hughes, and Alfred Nordmann, eds. (1998). 'Heinrich Hertz: Classical Physicist, Modern Philosopher. New York: Springer-Verlag.  ISBN 0-792-34653-X; ISBN 978-0-792-34653-1
- Bodanis, David.  (2006). Electric Universe: How Electricity Switched on the Modern World.  New York: Three Rivers Press.  ISBN 0-307-33598-4; ISBN 978-0-307-33598-2
- Buchwald, Jed Z. (1994). The Creation of Scientific Effects : Heinrich Hertz and Electric Waves. Chicago : University of Chicago Press. ISBN 0-226-07887-6; ISBN 978-0-226-07887-8 (cloth)  ISBN 0-226-07888-4; ISBN 978-0-226-07888-5 (paper)
- Bryant, John H. (1988). Heinrich Hertz, the Beginning of Microwaves: Discovery of Electromagnetic Waves and Opening of the Electromagnetic Spectrum by Heinrich Hertz in the Years 1886-1892.   New York : IEEE (Institute of Electrical and Electronics Engineers). ISBN 0-879-42710-8; ISBN 978-0-879-42710-8
- Lodge, Oliver Joseph. (1900). Signalling Across Space without Wires by Electric Waves: Being a Description of the work of Heinrich Hertz and his Successors. Hertz and his Successors. Hertz and his Successors.Signalling Across Space without Wires by Electric Waves: Being a Description of the work of Heinrich Hertz and his Successors. [reprinted by Arno Press, New York, 1974. ISBN 0-405-06051-3
- Maugis, Daniel. (2000). Contact, Adhesion and Rupture of Elastic Solids. New York: Springer-Verlag. ISBN 3-540-66113-1; ISBN 978-3-54066113-9]